# Tom Dobson
Tom Dobson (ur. 7 czerwca 1871 w Keiss w hrabstwie Caithness, zm. 4 lipca 1937 w Cardiff) – walijski rugbysta grający w formacji młyna, reprezentant kraju.
W latach 1898–1899 rozegrał w ramach Home Nations Championship cztery spotkania dla walijskiej reprezentacji zdobywając z przyłożenia trzy punkty w edycji 1898.